# Аномалија (филм)
Аномалија (енгл. The Anomaly) британски је научнофантастични и акциони трилер из 2014. године у режији Ноела Кларка. Главне улоге тумаче Ијан Самерхолдер, Алексис Кнап, Кларк, Лук Хемсворт и Брајан Кокс.
Премијерно је приказан 19. јуна 2014. године на филмском фестивалу у Единбургу, док је 4. јула пуштен у биоскопе у Уједињеном Краљевству. Добио је помешане рецензије критичара и зарадио више од 11 милиона фунти.

## Радња
Младић се пробуди у пртљажнику комбија не знајући ни ко је, ни шта је, ни где је. Уз њега је и дечак који каже да су му убили мајку. Они успеју да побегну и током бега схвати да је прошло много времена од како је последњи пут био будан. Када их прогонитељ стигне увиди да га он зна и ословљава са Рајан. Уз то, сећа се да је био војник који је због посттрауматског стреса био на рехабилитацији. Следи јака главобоља и после много времена буди се на другом месту без знања где је и како је ту доспео.

## Улоге
| Глумац           | Улога             |
| ---------------- | ----------------- |
| Ноел Кларк       | Рајав Рив         |
| Алексис Кнап     | Дејна             |
| Брајан Кокс      | др Франсис Лангам |
| Ијан Самерхолдер | Харкин Лангам     |
| Рејчел Џаует     | Маргарет          |
| Лук Хемсворт     | Ричард Елкин      |
| Али Кук          | Травис            |
| Арт Паркинсон    | Алекс             |
| Џон Шваб         | Харисон Самјуел   |
| Мајкл Биспинг    | Серхио            |